# Peter Snijders
Peter Snijders (Eindhoven, 14 de septiembre de 1943) es un deportista neerlandés que compitió en judo. Ganó una medalla en el Campeonato Mundial de Judo de 1965, y cuatro medallas en el Campeonato Europeo de Judo entre los años 1964 y 1971.
Participó en los Juegos Olímpicos de Tokio 1964, donde finalizó quinto en la categoría de –80 kg.

## Palmarés internacional
| Campeonato Mundial | Campeonato Mundial      | Campeonato Mundial | Campeonato Mundial |
| Año                | Lugar                   | Medalla            | Categoría          |
| ------------------ | ----------------------- | ------------------ | ------------------ |
| 1965               | Río de Janeiro (Brasil) | Medalla de bronce  | Abierta            |
| Campeonato Europeo |                         |                    |                    |
| Año                | Lugar                   | Medalla            | Categoría          |
| 1964               | Berlín Oriental (RDA)   | Medalla de bronce  | –80 kg             |
| 1966               | Luxemburgo (Luxemburgo) | Medalla de oro     | –80 kg             |
| 1969               | Ostende (Bélgica)       | Medalla de oro     | –93 kg             |
| 1971               | Gotemburgo (Suecia)     | Medalla de bronce  | –93 kg             |